# C'est arrivé entre midi et trois heures
Pour plus de détails, voir Fiche technique et Distribution.
C'est arrivé entre midi et trois heures (titre original : From Noon till Three) est un western comique et romantique américain réalisé par Frank D. Gilroy et sorti en 1976.

## Synopsis
Graham Dorsey est un bandit superstitieux. Peu avant le braquage d'une banque avec quatre de ses acolytes, il fait un rêve prémonitoire dans lequel le braquage tourne mal. Il trouve alors un prétexte pour rester en dehors de la ville chez une jeune veuve, Amanda Starbuk, le temps du braquage. Durant ces trois heures va se nouer une relation sentimentale entre Dorsey, bonimenteur et séducteur, et Amanda la veuve romantique.
Apprenant que le braquage a mal tourné et ne doutant pas du caractère chevaleresque de son amant, Amanda demande à celui-ci d'aller secourir ses compagnons. Dorsey est peu enthousiaste à cette idée mais, tenant à être fidèle à l'image qu'il a donné de lui, il s'élance au secours de ses amis. En fait, il n'en est rien et il prendra les vêtements d'un dentiste trouvé en chemin pour se faire la belle. Un double malheur survient alors : pris par erreur pour Dorsey, le dentiste se fait tuer et Dorsey se fait arrêter car le dentiste était recherché par la justice pour escroquerie. Après un an de prison, Dorsey revient chez Amanda qui, entre-temps, a raconté son idylle avec Graham dans un livre qui est devenu un best-seller dans tout le pays. Alors qu'il croit être reçu les bras ouverts, il découvre qu'Amanda ne le reconnait pas, le rejette, et refuse obstinément de croire ce que lui raconte Dorsey, car elle a gardé une image totalement différente de son « héros » dévoué pour ses amis quitte à laisser la femme qui l'aimait.
Graham découvre que le Dorsey du livre ne lui ressemble en rien. Toutes ses tentatives pour se faire reconnaître, même au prix d'avouer sa couardise ou ses véritables intentions, n'y feront rien ; une légende créée par le livre l'a totalement dépassé : Graham Dorsey est mort, toute personne revendiquant cette identité ne peut être qu'un usurpateur. Il tentera en vain de trouver compassion ou reconnaissance de la part d'Amanda ou de tout habitant du coin. Interné dans un asile, c'est finalement chez les pensionnaires de cette maison d'aliénés qu'il trouvera quelqu'un pour accepter de croire qui il est.

## Fiche technique
- Titre : C'est arrivé entre midi et trois heures
- Titre original : From Noon till Three
- Réalisation : Frank D. Gilroy
- Scénario : Frank D. Gilroy d'après son propre roman
- Photographie : Lucien Ballard
- Production : Frankovich Productions, William Self Productions
- Musique : Elmer Bernstein
- Lyrics : Alan et Marilyn Bergman
- Création des décors : Robert Clatworthy
- Costumes : Moss Mabry
- Montage : Maury Wintrobe
- Producteur : M.J. Frankovich
William Self
- Sociétés de production : Frankovich Productions, William Self Productions
- Société de distribution : United Artists
- Format : 1,85:1 - couleurs
- Langue : anglais
- Pays :  États-Unis
- Genre : Comédie, Western
- Durée : 99 minutes
- Date de sortie : août 1976 (USA)
- Affiche : Jouineau Bourduge (France)

## Distribution
- Charles Bronson (VF : Marcel Bozzuffi) : Graham Dorsey
- Jill Ireland (VF : Marion Loran) : Amanda Starbuck
- Donald Barry (VF : René Bériard) : Red Roxy
- Douglas Fowley (VF : Louis Arbessier) : Buck Bowers
- Stan Haze (VF : Georges Atlas) : Ape
- Damon Douglas (VF : Michel Paulin) : Boy
- Hector Morales : Le Mexicain
- Bert Williams (VF : Georges Aubert) : Le Shérif
- Davis Roberts (VF : Jacques Ferrière) : Sam, le domestique
- Betty Cole (VF : Paula Dehelly) : Edna, la domestique
- Larry French (VF : Jacques Ferrière) : M. Taylor
- Michael LeClair : Cody Taylor
- Anne Ramsey (VF : Paula Dehelly) : la femme corpulente
- Howard Brunner (VF : Bernard Tiphaine) : M. Foster
- William Lanteau (VF : Jean Berger) : le révérend Cabot
- John Holland (VF : René Bériard) : M. Hiram

## Autour du film
- L'un des très rares films de Charles Bronson, habitué aux rôles taciturnes que l'on peut qualifier de comédie.
- Le premier casting envisageait Kirk Douglas et Sally Field.